# Verena Hofer
Verena Hofer (Bresanona, 17 de marzo de 2001) es una deportista italiana que compite en luge. Ganó dos medallas de bronce en el Campeonato Europeo de Luge, en los años 2024 y 2025, ambas en la prueba de equipo.

## Palmarés internacional
| Campeonato Europeo | Campeonato Europeo    | Campeonato Europeo | Campeonato Europeo |
| Año                | Lugar                 | Medalla            | Prueba             |
| ------------------ | --------------------- | ------------------ | ------------------ |
| 2024               | Igls (Austria)        | Medalla de bronce  | Equipo             |
| 2025               | Winterberg (Alemania) | Medalla de bronce  | Equipo             |